# Fiat 24-40 HP
Fiat 24-40 HP — легковой автомобиль, выпускавшийся компанией Fiat с 1906 по 1907 год.
Основой для автомобиля послужила модель 24-32 HP.
На автомобиль устанавливался 4-цилиндровый двигатель, объемом 7363 куб. см. Максимальная скорость составляла 85 км/ч.
Всего выпущено 557 автомобилей.